# Alfred Tittel (Politiker)
Alfred Tittel (* 1. September 1891 in Zschernitzsch; † 25. September 1965) war ein deutscher Metalldrücker, Bergmann, Widerstandskämpfer gegen den Nationalsozialismus, Parteifunktionär (KPD/KPO/SED) und Landrat.

## Leben
Tittel stammte aus der Familie eines Landwirts. Nach dem Besuch der Volksschule arbeitete er in der elterlichen Landwirtschaft. Danach erlernte er den Beruf des Metalldrückers und arbeitete in Altenburg. Schon während seiner Lehrzeit trat er in den Arbeiter-Turn- und Sportbund (ATSB) ein. Er wurde Mitglied im Deutschen Metallarbeiter-Verband (DMV), und 1907 in der Sozialistischen Arbeiterjugend (SAJ). 1914 wurde er als Heeressoldat in den Ersten Weltkrieg eingezogen, wurde an verschiedenen Fronten eingesetzt und 1919 als Sanitätsfeldwebel entlassen. In diesem Jahr gründete er den örtlichen Freidenkerverband und wurde dessen Vorsitzender. 1920 trat er der „Union der Hand- und Kopfarbeiter“ bei und in die Kommunistische Partei Deutschlands (KPD) ein. Seit dieser Zeit arbeitete er als Bergarbeiter im Gertrud-Schacht von Zechau. Seit 1928 übte er den Vorsitz im Betriebsrat aus und war außerdem Kreistagsabgeordneter seiner Partei. Weil er nicht mit der politischen Linie des Parteivorstands übereinstimmte, wurde er 1929 aus der KPD ausgeschlossen. Tittel trat in die Kommunistische Partei Deutschlands (Opposition) (KPO) ein und wurde ihr Organisationsleiter in Altenburg.
Nach der Machtübertragung an die NSDAP wurde er 1934 in der Justizvollzugsanstalt Untermaßfeld inhaftiert und anschließend in die KZ Bad Sulza, KZ Lichtenburg und KZ Buchenwald überstellt. Nach seiner Freilassung 1939 zog er nach Leipzig und beteiligte er sich am Widerstand der Gruppe Engert/Kresse. 1940 wurde er als Staatsfeind für „wehrunwürdig“ erklärt.
Als die NS-Herrschaft beseitigt war, wurde er im Juli 1945 Vorsitzender der neu gegründeten KPD im Kreis Altenburg. Ab Oktober 1945 übte er die Funktion des Landrats und Mitglieds der KPD-Kreisleitung aus. 1950 wurde er aus seinen Parteifunktionen  abgelöst, und weil er nicht zur „Selbstkritik“ wegen seiner früheren KPO-Mitgliedschaft bereit war, wurde er aus der Sozialistischen Einheitspartei Deutschlands (SED) ausgeschlossen. Eine Ehrenpension als Verfolgter des Naziregimes (VdN) wurde ihm verweigert. Nach schwerer Erkrankung verstarb er 1965.